# 至正寶鈔
至正宝钞是元順帝為了解決因過度揮霍和連年用兵所帶來的經濟困境在至正十年（1350年）發行的紙币（交鈔），用來代替長期通行的中統寶鈔等紙币，其後更大量印行以應付政府開支，但此舉卻導致通貨膨脹十分嚴重，社會經濟崩潰。